# Oscar Johansson (målare)
Oscar Johansson, född 1 januari 1895 i Eggby, Skaraborgs län, död 20 april 1946 i Askersund, var en svensk tecknare och målare.
Johansson arbetade först som skräddare i Göteborg innan han flyttade till Skara där han fick en tjänst som kontorist. Han förvärvsarbetade under nästan hela sin produktiva konstnärstid och det blev bara de sista två levnadsåren han kunde ägna sig helt åt sitt eget skapande. Han var autodidakt som konstnär och hans konstintresse väcktes redan i ungdomsåren efter att han bevistat den stora Munch-utställningen 1915 och han följde även Göteborgskoloristernas genombrott.  Han debuterade med en separatutställning på Lorensbergs konstsalong i Göteborg där han visade upp teckningar och akvareller som han hade utfört på kvällar och nätter. Efter hans död har flera minnesutställningar visats bland annat på Modern konst i hemmiljö 1946, Göteborgs konsthall 1948, i Örebro 1952 och i Skara 1955. Johansson är representerad vid Västergötlands museum och Örebro läns museum.